# Dragan Matutinović
Dragan Matutinović (Split, 23. veljače 1954.) hrvatski je vaterpolski trener. Drugi je najtrofejniji hrvatski vaterpolski trener nakon Ratka Rudića.
Rodio se u Splitu 23. veljače 1954. Bio je vaterpolski trener u velikom broju vaterpolskih klubova i reprezentacija. Ima nadimak „Matuta”. Njegov brat je Željko Matutinović, ortoped i bivši predsjednik Teniskog kluba Split.
Započeo je trenersku karijeru u KPK Korčula 1982. gdje je bio do 1985. godine. Od hrvatskih klubova vodio je i: VK Mornar (1985. – 1986.), VK Šibenik (1996. – 1997.), VK Jadran Split (1997. – 1998., 2004. - 2005. i 2009. - 2010.) i POŠK (1998. - 2000.)
Od sredine 1980-ih do sredine 1990-ih, posvetio se kao trener španjolskim katalonskim momčadima: Club Natació Barcelona i Club Natació Montjuïc, kao i španjolskoj reprezentaciji. Poznat po svojoj tvrdoj i rigoroznoj metodologiji, koju karakterizira snažan karakter i velika osobnost, vodio je do niza uspjeha u povijesti španjolskoga vaterpola, sve do srebrne medalje na Ljetnim olimpijskim igrama u Barceloni 1992. sa španjolskom reprezentacijom.
Također je vodio klubove u talijanskoj (Pescara), grčkoj (Olympiakos), ruskoj (Dinamo Moskva), saudijskoj (Al-Ittihad) i brazilskoj (Pinheiros) ligi, kao i šest muških reprezentacija: Španjolska, Francuska, Slovačka, Kina, Turska i Rusija te je bio pomoćnik izbornika hrvatske reprezentacije (2007. - 2009.)
Trenirao je i ženski vaterpolski klub POŠK Split. Hrvatsku žensku vaterpolsku reprezentaciju odveo je na Europsko prvenstvo u Barceloni 2018. godine.
Njegovi glavni uspjesi na klupskoj razini bili su: 1. mjesto na KEK-u 1986. s |Mornarom Split; naslov hrvatske lige 1999., hrvatskoga kupa 2000. i 4. mjesto u LEN Ligi prvaka 1999. – 2000. s POŠK-om; naslov grčke lige 2001., grčkoga kupa 2001. i viceprvak LEN Lige prvaka 2000. - 2001. s Olympiakosom; 2007. azijsko klupsko prvenstvo s Al-Ittihadom; i 2011. brazilska liga, s EC Pinheirosom.
Što se tiče uspjeha sa španjolskom vaterpolskom reprezentacijom osvojio je srebrne medalje na Svjetskom prvenstvu u Perthu 1991., Europskom prvenstvu u Ateni 1991. i Olimpijskim igrama u Barceloni 1992.; te brončane medalje na Svjetskom kupu u Barceloni 1991. i Europskom prvenstvu u Sheffieldu 1993. Godine 1999. dobio je titulu „Najbolji europski trener godine”.
Španjolci su snimili igrani film „42 sekunde” o sudjelovanju španjolske vaterpolske reprezentacije na Olimpijskim igrama u Barceloni 1992. U filmu se pojavljuje i lik Dragana Matutinovića, kojeg glumi Tarik Filipović. Također je španjolska televizija TV3 snimila dokumentarni film o istoj temi, u kojem je Dragan Matutinović prikazan kao trener brutalnih metoda vojničkoga režima.